# Tel Chajim
Tel Chajim (hebrejsky: תל חיים, doslova Chajimův pahorek) je čtvrť ve východní části Tel Avivu v Izraeli. Je součástí správního obvodu Rova 9 a samosprávné jednotky Rova Mizrach.

## Geografie
Leží na východním okraji Tel Avivu, cca 3,5 kilometru od pobřeží Středozemního moře, v nadmořské výšce okolo 40 metrů. Na severu s ní sousedí čtvrť Ramat Jisra'el, na východě plynule přechází do katastru města Giv'atajim, na jihovýchodě je to čtvrť Ramat ha-Tajasim, na jihu Neve Barbur a Kfar Šalem a na západě Jad Elijahu. Dál na západě pak vede takzvaná Ajalonská dálnice (dálnice číslo 20), která je trasována společně s železniční tratí a tokem Nachal Ajalon a tvoří hlavní severojižní dopravní koridor aglomerace Tel Avivu.

## Popis čtvrti
Plocha čtvrti je vymezena na severu ulicí Horodecki, na jihu ulicí La Guardia, na východě Derech ha-Tajasim a na západě. třídou Derech Moše Dajan. Zástavba má charakter husté městské blokové výstavby. V roce 2007 tu žilo 4121 lidí.  Pojmenována je podle sionistického aktivisty Chajima Chissina. Jeho syn Alexander koupil ve 30. letech 20. století pozemky v této lokalitě a navrhl ji pojmenovat na počest svého otce. Nachází se tu urbanisticky významný Park Edith Wolfson.